# Norman Thompson N.T.4
Norman Thompson N.T.4 là một loại tàu bay tuần tra của Anh trong Chiến tranh thế giới I.

## Biến thể
N.T.4
N.T.4A
N2C

## Quốc gia sử dụng
Anh Quốc
- Cục Không quân Hải quân Hoàng gia

## Tính năng kỹ chiến thuật (N.T.4A)
Dữ liệu lấy từ British Naval Aircraft since 1912 
Đặc điểm tổng quát
- Kíp lái: 4
- Chiều dài: 41 ft 6 in (12,65 m)
- Sải cánh: 78 ft 7 in (23,96 m)
- Chiều cao: 14 ft 10 in (4,52 m)
- Diện tích cánh: 936 ft² (87 m²)
- Trọng lượng rỗng: 4.572 lb (2.078 kg)
- Trọng lượng có tải: 6.469 lb (2.940 kg)
- Động cơ: 2 × Hispano-Suiza kiểu động cơ piston V-8, làm mát bằng nước, 200 hp (149 kW)  mỗi chiếc

 Hiệu suất bay 
- Vận tốc cực đại: 83 knot (95 mph, 153 km/h) trên độ cao 2.000 ft (610 m)
- Trần bay: 11.700 ft (3.570 m)
- Tải trên cánh: 6,91 lb/ft² (33,8 kg/m²)
- Công suất/trọng lượng: 0,062 hp/lb (0,10 kW/kg)
- Lên độ cao 10.000 ft (3.050 m): 31 phút 5 giây
- Thời gian bay: 6 h với vận tốc 60 knot [1]

Trang bị vũ khí